# Hubenov
Hubenov település Csehországban, a Jihlavai járásban. Hubenov Dvorce, Dušejov, Boršov, Ježená, Vyskytná nad Jihlavou és Mirošov településekkel határos. Lakosainak száma 147 fő (2024. január 1.).

## Népesség
A település lakosságának változását az alábbi diagram mutatja:
| Lakosok száma | 171  | 138  | 169  | 143  | 142  | 148  | 135  | 134  | 143  | 147  |
|               | 1869 | 1890 | 1921 | 1950 | 1980 | 2001 | 2017 | 2019 | 2022 | 2024 |